# Burleson, Texas
Burleson [ˈbɜːrlɨsən] är en ort i Johnson County, och Tarrant County, i Texas. Orten fick sitt namn efter Rufus Columbus Burleson, en framstående baptistpräst som bland annat tjänstgjorde som rektor för Baylor University. År 1854 hade Burleson döpt Sam Houston. Namnet Burleson föreslogs 1881 i samband med ortens grundande av Henry C. Renfro som var präst och hade haft Burleson som sin lärare vid Baylor University. Enligt 2010 års folkräkning hade Burleson 36 690 invånare.

## Kända personer från Burleson
- Robert Bernard Anderson, politiker